# 경기도립녹양도서관
경기도교육청의정부도서관은 경기도 의정부시 녹양동에 있는 도립 도서관이다.

## 연혁
- 2005.10.18. 경기도립녹양도서관 건물 착공
- 2006.05.08. 경기도립녹양도서관 설립조례 공포
- 2006.09.20. 경기도립녹양도서관 건물 준공
- 2006.10.10. 경기도립녹양도서관 개관
- 2006.10.31. 경기도립녹양도서관 개관식
- 2007.03.19. 장애인 가정방문 관외대출 서비스
- 2018.03.21 경기도립녹양도서관에서 경기의정부교육도서관으로 명칭 변경
- 2024.01.01 미디어창작공간 개관
- 2025.03.01 경기의정부교육도서관에서 경기도교육청의정부도서관으로 명칭 변경